# قلایچی (بوکان)
قلایچی (بوکان)، روستایی از توابع بخش مرکزی شهرستان بوکان در استان آذربایجان غربی ایران است.
مَنّائیان (مانناها) قومی بودند که حکومتی به پایتختی ایزیرتو واقع در روستای قلایچی از شهرستان بوکان تشکیل داده و از قرن هشتم قبل از میلاد تا قرن ششم قبل از میلاد بر این سرزمین حکومت می‌کرده‌اند. این دولت از فرصت مبارزه میان دول آشور و اورارتو استفاده کرد و بر قدرت خود افزود. پادشاهی مناها که در آن مقطع زمانی ماننا متحد آشور بود، بدست ماد (در حدود ۶۱۶ پ. م) قبل از حمله ماد به آشور (۶۱۴ پ. م) از میان رفت.

## جمعیت
این روستا در دهستان بهی فیض‌الله بیگی قرار دارد و براساس سرشماری مرکز آمار ایران در سال ۱۳۸۵، جمعیت آن ۱۰۱ نفر (۲۳خانوار) بوده‌است.